# سونا جوبارته
سونا جوبارته (مواليد 17 أكتوبر 1983) هي عازفة محترفة وملحنة ومغنية غامبية وانجليزية تعد أول عازفة كورا أنثى وواحدة من إحدى العائلات الخمس الرئيسية التي تمارس العزف على قيثارة الكورا العريقة في غرب إفريقيا.

## مسيرتها
ولدت سونا في لندن لأم إنجليزية وأب غامبي تنحدر من عرقية الغريو في غرب إفريقيا. تعد سونا شقيقة عازفة الكورا توندي جيجيدي، وحفيدة شيخ جماعة الغريو «أمادو بانسانغ جوبارته» وابنة عم عازف الكورا الشهير توماني دياباتاي.

## أعمالها

### ألبومات
- Spoken Herbs : 2006 (منتجة وضيفة البرنامج)
- Music of the Diaspora – Souljazzfunk : 2006
- Nu Beginin : 2007(ضيفة البرنامج)
- Afro Acoustic Soul : 2008
- Light in the Shade of Darkenss 2008 (منتجة وضيفة البرنامج)
- 2010 : Motherland: The Score
- 2011 : Fasiya

### الأفلام
- بعد خمسمائة عام (فيلم وثائقي) (عازفة الكورا)[5]
- The Idea (ممثلة)
- عناقات مكسورة (عازفة الكورا)
- الصف الأول (فيلم) (مغنية)
- الوطن الأم (فيلم) (ملحنة)

## روابط خارجية
- الموقع الرسمي
- سونا جوبارته على موقع IMDb (الإنجليزية)
- سونا جوبارته على موقع ميوزك برينز (الإنجليزية)
- سونا جوبارته على موقع ديسكوغز (الإنجليزية)
- سونا جوبارته على موقع ديسكوغز (الإنجليزية)
- سونا جوبارته على موقع ديسكوغز (الإنجليزية)